# Dolapo Adeleke
Dolapo Adeleke, también conocida como LowlaDee (Estado de Kano, 6 de septiembre de 1990) es una cineasta nigeriana.

## Primeros años y educación
Nacida en el Estado de Kano, Adeleke publicó dos libros antes de ingresar a la universidad. Cursó estudios en la Dansol High School, en el Estado de Lagos. Se graduó en Comunicación en la Universidad de Covenant en 2011.

## Carrera
LowlaDee fundó Doreen Media Africa en 2014, una empresa que se encarga de crear y popularizar contenidos multimedia. En 2016 fundó LowlaDee TV. En una entrevista con Busayo Adekoya de ThisDay Newspaper, declaró que comenzó a dirigir películas a los 21 años. En 2016, su serie web This Is It obtuvo cerca de 300.000 reproducciones y fue bien recibida por la crítica especializada. En 2012 fue incluida en la lista de los jóvenes nigerianos más prometedores del diario Vanguard, y fue reconocida como la mejor escritora adolescente del año por la revista Angles, por escribir Flesh and Blood y The Little White Hen.

## Filmografía
| Año  | Película             | Notas                                               |
| ---- | -------------------- | --------------------------------------------------- |
| 2013 | Be My Guest          | escritora y productora                              |
| 2013 | The Call             | protagonizada por Eldee, Paul Utomi y Adesua Etomi  |
| 2014 | Brave                | protagonizada por Adesua Etomi                      |
| 2015 | A Place Called Happy | protagonizada por Blossom Chukwujekwu y Kiki Omeili |
| 2016 | This Is It           | protagonizada por Nick Mutuma y Chy Nwakanma        |
| 2017 | Entangled            |                                                     |

## Premios
| Año  | Premio                             | Categoría        | Película   | Resultado |
| ---- | ---------------------------------- | ---------------- | ---------- | --------- |
| 2014 | Best of Nollywood Awards           | Mejor corto      | Brave      | Ganadora  |
| 2015 | Nigeria Entertainment Awards       | Mejor director   | Brave      | Nominada  |
| 2015 | Africa Magic Viewers Choice Awards | Mejor corto      | Brave      | Nominada  |
| 2016 | EbonyLife Sisterhood Awards Africa | Director del año | This Is It | Nominada  |

## Plano personal
En agosto de 2007, cuando se dirigía a la escuela para obtener ciertos documentos, después de ser admitida en la Universidad de Covenant, Adeleke se vio envuelta en un accidente que le dejó cicatrices en la cara. Según ella, este evento le hizo replantearse sus aspiraciones en la vida.